# Mundochthonius decoui
Mundochthonius decoui är en spindeldjursart som beskrevs av Dumitresco och Traian Orghidan 1970. Mundochthonius decoui ingår i släktet Mundochthonius och familjen käkklokrypare. Inga underarter finns listade i Catalogue of Life.